# بوسيسيون (فلم 2009)
بوسيسيون (بالإنجليزية: Possession) هو فيلم إثارة نفسية أمريكية لعام 2009 من بطولة سارة ميشيل جيلار ولي بيس.

## روابط خارجية
- مقالات تستعمل روابط فنية بلا صلة مع ويكي بيانات